# Millor revista de/o sobre còmic (Saló del Còmic de Barcelona)
El Premi a la millor revista de còmics o sobre còmics del Saló Internacional del Còmic de Barcelona fou un premi anual dedicat a reconèixer a una publicació divulgativa sobre còmics o bé a una revista de còmic. El guardó es va començar a entregar el 2003 i es va concedir al llarg de 9 edicions concecutives del Saló Internacional del Còmic de Barcelona. El 2011 fou el darrer any en el qual s'entregà el guardó, ja que a partir del 2012 Ficomic va portar a terme una reforma general del tots els premis concedits fins aleshores, amb la qual diversos guardons foren suprimits del palmarès.

## Palmarès
| Any                               | Títol     | Editorial |
| --------------------------------- | --------- | --------- |
| 2003                              |           |           |
| U                                 |           |           |
| Dolmen                            |           |           |
| El Víbora                         |           |           |
| TOS                               | Astiberri |           |
| Trama                             | Astiberri |           |
| 2004                              |           |           |
| El Víbora                         |           |           |
| Dos veces breve                   |           |           |
| Nosotros somos los muertos        |           |           |
| Tos                               |           |           |
| Trama                             |           |           |
| 2005                              |           |           |
| Mister K                          |           |           |
| TOS                               | Astiberri |           |
| Trama                             | Astiberri |           |
| 2006                              |           |           |
| El Jueves                         |           |           |
| Dolmen                            | Dolmen    |           |
| Dos veces breve                   |           |           |
| Humo                              |           |           |
| NSLM (Nosotros Somos Los Muertos) |           |           |
| 2007                              |           |           |
| NSLM (Nosotros Somos Los Muertos) |           |           |
| Dibus                             |           |           |
| Dolmen                            | Dolmen    |           |
| Dos Veces Breve                   |           |           |
| Humo                              |           |           |
| 2008                              |           |           |
| El Manglar                        | Dibbuks   |           |
| Amaniaco                          |           |           |
| Argh!                             |           |           |
| Dolmen                            | Dolmen    |           |
| Dos Veces Breve                   |           |           |
| 2009                              |           |           |
| Amaniaco                          |           |           |
| Dolmen                            | Dolmen    |           |
| Dos Veces Breve                   |           |           |
| BD Banda                          |           |           |
| Argh                              |           |           |
| 2010                              |           |           |
| Dos veces breve                   |           |           |
| Chultu                            |           |           |
| Dibus!                            |           |           |
| Dolmen                            | Dolmen    |           |
| Le Potage                         |           |           |
| 2011                              |           |           |
| Dolmen                            | Dolmen    |           |
| Cthulhu                           | Diábolo   |           |
| Retranca                          | Retranca  |           |
| Usted está aquí                   | Dibbuks   |           |